# Ninetto Davoli

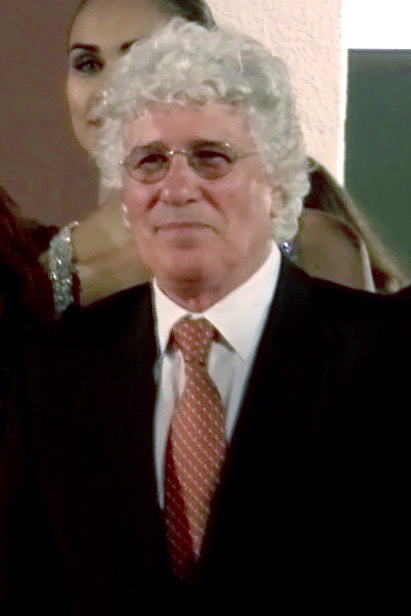
Ninetto Davoli (2015)

Ninetto Davoli (auch Nenetto Davoli, Nino Davoli oder Davoli Ninetto) (* 11. Oktober 1948 in San Pietro a Maida) ist ein italienischer Schauspieler.

## Biographie (Auszug)
Davoli war einer der Lieblingsdarsteller Pier Paolo Pasolinis und wirkte in vielen seiner Filme mit.
In der Michael-Ende-Buchverfilmung Momo verkörperte er die Figur Nino.

## Filmografie (Auswahl)
- 1964: Das 1. Evangelium – Matthäus (Il vangelo secondo Matteo)
- 1966: Große Vögel, kleine Vögel (Uccellacci e uccellini)
- 1966: Hexen von heute (Le streghe)
- 1967: Edipo Re – Bett der Gewalt (Edipo re)
- 1966: Mögen sie in Frieden ruh’n (Requiescant)
- 1968: Partner
- 1968: Teorema – Geometrie der Liebe (Teorema)
- 1969: Liebe und Zorn (Amore e rabbia)
- 1969: Der Schweinestall (Porcile)
- 1971: Decameron (Il Decameron)
- 1971: Großer, laß die Fetzen fliegen (Er più - Storia d'amore e di coltello)
- 1972: Pasolinis tolldreiste Geschichten (I racconti di Canterbury)
- 1972: Decamerone – Abenteuer der Wollust (Decameron n. 2… Le altre novelle del Boccaccio…)
- 1973: Wer macht was mit wem, und warum nicht mit mir? (Maria Rosa la guardona)
- 1974: Erotische Geschichten aus 1001 Nacht (Il fiore delle mille e una notte)
- 1974: S.O.S. – Der Käpt’n spinnt (Pasqualino Cammarata… capitano di fregata)
- 1974: Die unglaubwürdigen Abenteuer der Italiener in Russland (Una matta, matta, matta corsa in Russia)
- 1975: Casanova Frankenstein (Frankenstein all’italiana)
- 1975: Lucky Girls (Qui comincia l’avventura)
- 1976: Agnes geht in den Tod (L’Agnese va a morire)
- 1976: Lollipops und heiße Höschen (Spogliamoci così senza pudor)
- 1977: Strandgeflüster (Casotto)
- 1979: Jetzt treibt sie’s auch noch mit dem Pauker (La liceale seduce i professori)
- 1979: Double für Maurice (Il cappotto di Astrakan)
- 1981: Das Herz des Tyrannen (A zsarnok szíve, avagy Boccaccio Magyarországon)
- 1982: Der Graf, der alles kann (Il conte Tacchia)
- 1985: Marie Ward – Zwischen Galgen und Glorie
- 1986: Momo
- 2006: Ich oder der Andere (Uno su due)
- 2007: Camorra Vendetta (Cemento amato)
- 2011: Tutti al mare
- 2014: Pasolini
- 2014: Mio papà
- 2015: Uno anzi due
- 2016: Natale a Londra - Dio salvi la regina
- 2020: The Executrix
- 2021: Ritorno al crimine